# Zákon na ochranu zvířat proti týrání
Zákon na ochranu zvířat proti týrání je český zákon ze dne 15. dubna 1992, č. 246/1992 Sb., který reguluje práva zvířat a stanoví podmínky nakládání s nimi. Jeho účelem je chránit zvířata před týráním, poškozováním jejich zdraví a jejich bezdůvodným usmrcováním člověkem. Do roku 2012 byl již novelizován deseti zákony.

## Systematika
Zákon se skládá z celkem osmi částí:
1. Obecná ustanovení – mj. definuje zvíře jako živého obratlovce, kromě člověka, nikoliv však plod nebo embryo, a jako živého tvora schopného pociťovat bolest a utrpení; zcela zakazuje jejich bezdůvodné usmrcování, týrání i propagaci takového týrání
2. Ochrana zvířat při usmrcování, použití znecitlivění a ochrana zvířat při veřejných vystoupeních – obsahuje ustanovení o možnostech a způsobech porážení a utrácení zvířat, o technických a jiných požadavcích na jatka; dále zakazuje se zvířete zbavit nebo je vyhnat (kromě vypuštění do jeho přirozeného prostředí) a reguluje také veřejná vystoupení zvířat
3. Ochrana zvířat při přepravě – reguluje způsobilost zvířat k přepravě, maximální dobu přepravy, postupy při přepravě i technické požadavky na přepravní prostředky a odborné požadavky na přepravující osoby
4. Ochrana hospodářských zvířat, zvířat v zájmových chovech a volně žijících zvířat – kromě obecných podmínek pro chov hospodářských zvířat a zvířat v zájmových chovech jsou zde obsaženy podmínky nakládání s volně žijícími, toulavými a opuštěnými zvířaty, stejně jako se zvířaty handicapovanými
5. Ochrana pokusných zvířat – stanoví podmínky pro lékařské nebo vědecké pokusy na zvířatech
6. Orgány ochrany zvířat – dává především Ministerstvu zemědělství, Státní veterinární správě a obecním úřadům obcí s rozšířenou působností konkrétní pravomoci při působnosti v oblasti ochrany zvířat
7. Přestupky – obsahuje jak přestupky, kterých se může v oblasti ochrany zvířat dopustit kterákoli fyzická osoba, tak přestupky právnických nebo podnikajících fyzických osob, a sankce za ně
8. Závěrečná ustanovení

## Nález Ústavního soudu
Zajímavostí ve vztahu k tomuto zákonu je jeden z nejvýznamnějších nálezů Ústavního soudu ze dne 17. prosince 1997, sp. zn. Pl. ÚS 33/97 (č. 30/1998 Sb.), kterým byl zrušen k návrhu prezidenta republiky Václava Havla zákon č. 243/1997 Sb., jenž měl zákon na ochranu zvířat novelizovat. Nešlo nicméně až tak o jeho obsah, ale o procesní spor, spočívající v dodržení lhůt. Václav Havel daný zákon vetoval, předseda Poslanecké sněmovny Miloš Zeman jej přesto ve shodě s předsedou vlády Václavem Klausem nechal vyhlásit ve Sbírce zákonů, protože měl za to, že veto prezidenta republiky bylo vydáno pozdě. Podle čl. 50 odst. 1 Ústavy tak totiž prezident republiky může učinit do 15 dnů ode dne, kdy mu byl postoupen, v tomto případě pak byl postoupen v pátek 13. června 1997, prezident vydal své veto v sobotu 28. června 1997, ale doručeno bylo Poslanecké sněmovně až v pondělí 30. června 1997. 
Ústavní soud ve svém rozhodnutí přisvědčil názoru prezidenta republiky, že ačkoli samotná Ústava žádnou úpravu počítání lhůt neobsahuje, přesto je v celém českém právním řádu uznáván princip, že pokud jde o lhůtu procesní, pak připadne-li její poslední den na sobotu, neděli nebo svátek, tak skončí až nejbližší následující pracovní den. Podle soudu nešlo ani tak o procesní spor o počítání lhůt, ale mělo jít o spor „o chápání práva v demokratické společnosti“. Ve své argumetaci pak mj. uvedl: „Jazykový výklad představuje pouze prvotní přiblížení se k aplikované právní normě. Je pouze východiskem pro objasnění a ujasnění si jejího smyslu a účelu (k čemuž slouží i řada dalších postupů, jako logický a systematický výklad, výklad e ratione legis atd.). Mechanická aplikace abstrahující, resp. neuvědomující si, a to buď úmyslně, nebo v důsledku nevzdělanosti, smysl a účel právní normy činí z práva nástroj odcizení a absurdity.“